# Kilometer
Kilometer (okrajšava km) je enota za merjenje dolžine, enaka 1000 metrom (predpona »kilo-« v mednarodnem sistemu enot označuje 1000).
Enota se običajno uporablja za razdalje med kraji po večjem delu držav sveta, značilni izjemi sta Združeno kraljestvo in ZDA, kjer so v uporabi milje.
1 kilometer je enako:
- 0,13477 geografske milje
- 0,62137 mednarodne milje, oziroma kopenske milje
- 0,53961 (mednarodne) morske milje